# Zoë Ferraris
Zoë Ferraris (Oklahoma, ...) è una scrittrice statunitense.
Si è trasferita a Gedda, in Arabia Saudita, dopo la prima guerra del Golfo e lì ha vissuto con la sua famiglia per 9 mesi; questo soggiorno ha ispirato le sue opere.

## Opere
Ha debuttato nel 2008 con il romanzo Gli occhi del deserto, incentrato sul personaggio di Nayir ash-Sharqi, beduino che indaga sull'omicidio di una ragazza, avvenuto a tre giorni del suo matrimonio, che le ha valso il Premio Alex e il Los Angeles Times Book Prize di quell'anno. Nel 2010 è stato pubblicato il suo secondo romanzo, intitolato La città delle donne invisibili, che tratta dell'omicidio di una regista di un film sulle origini del Corano. Entrambe le opere sono ambientate nell'Arabia Saudita del XXI secolo e sono frutto di invenzione dell'autrice.

Nel 2012 pubblica il suo terzo libro, I 19 angeli (Kingdom of Strangers).
Riguardo all'ambientazione saudita dei suoi romanzi, Zoë Ferraris ha dichiarato: "Una delle grandi lezioni che ho imparato in Arabia è che la segregazione di genere può essere altrettanto oppressiva per gli uomini che per le donne. Un sacco di persone ha familiarità con le restrizioni imposte alle donne, ma i miei libri esplorano anche i limiti che sono imposti agli uomini."